# Fused
Fused – album studyjny gitarzysty Tony'ego Iommiego oraz basisty i wokalisty Glenna Hughesa. Wydawnictwo ukazało się 12 lipca 2005 roku nakładem wytwórni muzycznej Sanctuary Records. W nagraniach muzyków wsparli keyboardzista Bob Marlette, który był współautorem wszystkich utworów na płycie oraz perkusista Kenny Aronoff.

## Lista utworów
Opracowano na podstawie materiału źródłowego.
1. "Dopamine" (Tony Iommi, Glenn Hughes, Bob Marlette) - 4:10
2. "Wasted Again" (Tony Iommi, Glenn Hughes, Bob Marlette) - 3:56
3. "Saviour Of The Real" (Tony Iommi, Glenn Hughes, Bob Marlette) - 4:07
4. "Resolution Song" (Tony Iommi, Glenn Hughes, Bob Marlette) - 4:56
5. "Grace" (Tony Iommi, Glenn Hughes, Bob Marlette) - 5:13
6. "Deep Inside A Shell" (Tony Iommi, Glenn Hughes, Bob Marlette) - 3:42
7. "What You're Living For" (Tony Iommi, Glenn Hughes, Bob Marlette) - 4:37
8. "Face Your Fear" (Tony Iommi, Glenn Hughes, Bob Marlette) - 4:36
9. "The Spell" (Tony Iommi, Glenn Hughes, Bob Marlette) - 4:57
10. "I Go Insane" (Tony Iommi, Glenn Hughes, Bob Marlette) - 9:13

## Listy sprzedaży
| Lista                   | Kraj      | Pozycja |
| ----------------------- | --------- | ------- |
| Sverigetopplistan       | Szwecja   | 43      |
| Suomen virallinen lista | Finlandia | 39      |
| Oricon                  | Japonia   | 143     |